# Viện Thần học Kiến Đạo
Viện Thần học Kiến Đạo (chữ Anh: Alliance Bible Seminary, viết tắt: ABS, chữ Trung Quốc: 建道神學院), được sáng lập ở Ngô Châu, Quảng Tây vào năm 1899, tiền thân là Học viện Thánh kinh Kiến Đạo (Alliance Bible College), do bác sĩ Robert Hall Glover - giáo sĩ của Hội Truyền giáo Phúc âm Liên hiệp, và nhà truyền giáo Robert Alexander Jaffray sáng lập. Căn cứ lời kể của bác sĩ Glover, Học viện Thánh kinh Kiến Đạo không chỉ là viện thần học hải ngoại đầu tiên của Hội Truyền giáo, mà còn là học viện Thánh kinh đầu tiên ở khu vực Hoa Nam. Năm 1949, do cục thế chính trị thay đổi nên học viện dời đến Trường Châu, Hương Cảng, dưới sự lãnh đạo của tiến sĩ William C. Newbern. Đại đa số các tông phái Cơ Đốc giáo đều có Thánh đường và tín hữu trước tiên, rồi sau mới thành lập viện thần học, đào tạo tín đồ Cơ Đốc quyết chí hiến thân trong số họ, mà không phải là Hội Truyền giáo. Lúc thành lập viện thần học, Thánh đường và tín hữu hầu như vẫn chưa đủ, cho nên học viện bèn tích cực khích lệ sinh viên thần học tham dự công tác truyền giáo. Sau khi họ tốt nghiệp, được điều phái đến các nơi để tiến hành công tác khai hoang và xây dựng hội Thánh. Những nhà sáng lập Thánh đường chủ yếu vào thời kì đầu ở Hương Cảng của Hội Truyền giáo đa phần là sinh viên tốt nghiệp tại Viện Thần học Kiến Đạo, cho thấy tầm quan trọng của viện thần học đối với hội Thánh, là cơ quan giáo dục thần học có tiếng tăm tốt trong khu vực.
Một số tài liệu gọi là Trường Thánh kinh Ngô Châu (Wuchow Bible School), giai đoạn từ năm 1899 đến năm 1949.
Tháng 11 năm 1920, cụ Hoàng Trọng Thừa - Hội trưởng đầu tiên của Hội Thánh Tin Lành Việt Nam, tốt nghiệp tại Trường Thánh Kinh Ngô Châu (nay là Viện Thần học Kiến Đạo). Năm 1970, nữ truyền đạo Tô Ngân tốt nghiệp khoa Thần học tại Viện Thần học Kiến Đạo.

## Lịch sử
Các giáo sĩ của Hội Truyền giáo đã sáng lập Học viện Thánh kinh Kiến Đạo vào năm 1899 ở Ngô Châu, Quảng Tây, Trung Quốc. Năm 1902, thành lập Học viện Phụ nữ Kiến Đạo. Hai học viện hợp nhất vào năm 1937. Năm 1939, đổi tên thành "Học viện Thánh kinh Kiến Đạo" (Alliance Bible Institute). Sau khi Cộng hoà Nhân dân Trung Hoa thành lập vào năm 1949, Viện Kiến Đạo dời đến Trường Châu, Hương Cảng, năm 1950 khôi phục các khoá học. Năm 1955, đổi tên thành "Viện Thần học Kiến Đạo", sử dụng từ đó cho tới nay. Năm 1975, Hội Truyền giáo phương Tây đem trách nhiệm lãnh đạo của học viện chuyển giao cho Liên đoàn Khu vực Hồng Kông thuộc Hội Truyền giáo tiếp quản. City Campus thuộc Viện Thần học Kiến Đạo thành lập vào năm 2005, nằm ở đường Landale (蘭杜街), Wan Chai (灣仔). Năm 1999 là kỉ niệm 100 năm thành lập Viện Thần học Kiến Đạo, học viện phát hành đặc biệt quyển kỉ yếu "Một thế kỉ chúc phúc". 
| STT | Họ và tên                                                       | Chức vụ                          | Nhiệm kì  |
| --- | --------------------------------------------------------------- | -------------------------------- | --------- |
| 1   | William C. Newbern (Tiếng Hoa: 劉福群, Hán-Việt: Lưu Phúc Quần) | Viện trưởng Tiến sĩ Mục sư       | 1950-1969 |
| 2   | W. Henry Holton (Tiếng Hoa: 霍敦, Hán-Việt: Hoắc Đôn)           | Viện trưởng Mục sư               | 1970-1975 |
| 3   | Philip Teng (Tiếng Hoa: 滕近輝, Hán-Việt: Đằng Cận Huy)         | Viện trưởng Tiến sĩ Mục sư       | 1975-1980 |
| 4   | James M. Cheung (Tiếng Hoa: 張慕皚, Hán-Việt: Trương Mộ Ngai)   | Viện trưởng Tiến sĩ Mục sư       | 1980-2001 |
| 5   | Gordon Siu (Tiếng Hoa: 蕭壽華, Hán-Việt: Tiêu Thọ Hoa)          | Quyền Viện trưởng Tiến sĩ Mục sư | 2001-2003 |
| 6   | James M. Cheung (Tiếng Hoa: 張慕皚, Hán-Việt: Trương Mộ Ngai)   | Viện trưởng Tiến sĩ Mục sư       | 2003-2005 |
| 7   | Leung Ka-lun (Tiếng Hoa: 梁家麟, Hán-Việt: Lương Gia Lân)       | Viện trưởng Tiến sĩ Mục sư       | 2005-2018 |
| 8   | Kiven Choy (Tiếng Hoa: 蔡少琪, Hán-Việt: Thái Thiếu Kì)         | Viện trưởng Tiến sĩ Mục sư       | 2018-     |

## Khuôn viên trường

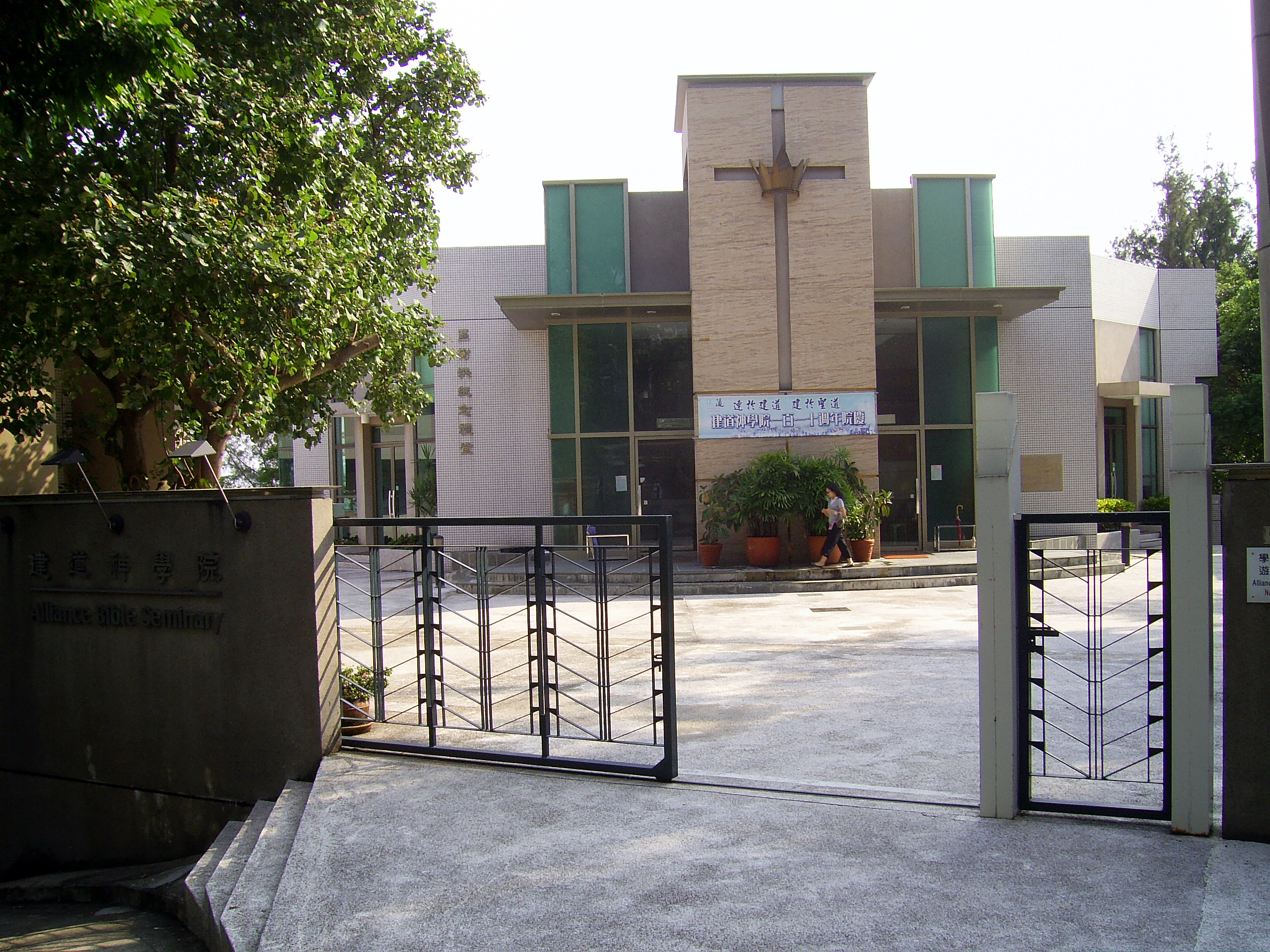
Lễ đường Kỉ niệm Khu Thụ Hồng.

Khuôn viên trung tâm của Viện Thần học Kiến Đạo nằm ở Trường Châu, Hương Cảng, có diện tích 100.000 feet vuông, có tổng cộng 15 toà nhà, bao gồm Kỉ niệm đường Jaffray (đằng trước là văn phòng của Ban Thông tin, không gian còn lại là thư viện), toà Evans (trung tâm sinh viên), toà Thế Anh (phòng hành chính), toà Eva Newbern (nhà ăn, kí túc xá của nữ sinh), Thư viện Kỉ niệm Hồ Mộ Đức, toà Cận Huy (kí túc xá của nam sinh), Lễ đường Kỉ niệm Khu Thụ Hồng (kí túc xá của giảng sư) cùng với kí túc xá của giáo nhân viên, sinh viên đã kết hôn. Phòng xuất bản và khoa Thánh nhạc của học viện dời vào "Block 3 Kam Sau Garden" gần đó. Kí túc xá của sinh viên mới kết hôn nằm ở 25D đường Hillside (山邊路), tài sản biếu tặng của Hội Thánh Hebron thuộc Hội Truyền giáo. "Nhà Minh Nguyệt" mua thương lượng thành công vào năm 2007, là văn phòng của Ban Phát triển và Trung tâm Nghiên cứu Cơ Đốc giáo và Văn hoá Trung Quốc, đồng thời còn dùng để tiếp khách.

## Chương trình học
Viện Thần học Kiến Đạo thành lập các khoa như khoa Nghiên cứu Thánh kinh, khoa Thần học, khoa Giáo mục, khoa Thánh nhạc, Giáo dục Cơ Đốc giáo và Nghiên cứu Liên văn hoá; năm 1993, thành lập "Trung tâm Nghiên cứu Cơ Đốc giáo và Văn hoá Trung Quốc"; năm 2007, thiết lập "Phòng Nghiên cứu Hồi giáo".